# Vlag van Genemuiden

Vlag van Genemuiden
(1969-2001)

De vlag van Genemuiden werd op 1 april 1969 bij raadsbesluit vastgesteld als de gemeentelijke vlag van de Overijsselse gemeente Genemuiden. Een opvallend gegeven is dat de gemeenteraad in principe al akkoord was met deze vlag in de zomer van 1962; de vlag wordt in dat jaar al door Sierksma beschreven. Op 1 januari 2001 ging de gemeente op in de nieuw opgerichte gemeente Zwartewaterland, waardoor de vlag als gemeentevlag kwam te vervallen. De vlag van de nieuwe gemeente vertoont een aantal overeenkomsten met de vlag van Genemuiden.

## Beschrijving
De beschrijving luidt: 
Drie banen van geel, wit en blauw, waarvan de hoogten zich verhouden als 7:2:7, met aan het midden van de broek een rood vierkant, ter hoogte van 3/8 van de totale vlaghoogte, met een oversnijdend wit kruis, waarvan de armen eenzelfde breedte hebben als de witte baan.
De kleuren zijn ontleend aan het gemeentewapen en aan het Sticht Utrecht, uit naam waarvan Jan van Nassau de stad in 1275 stadsrechten verleende. De smalle witte lijn verbeeldt het Zwarte Water; de blanke biezen de mattenvlechterij in de gemeente.

## Verwante symbolen

Wapen van Genemuiden
Wapen van het Sticht Utrecht
Vlag van Zwartewaterland

Ambt Delden 
· Avereest 
· Bathmen 
· Blokzijl 
· Brederwiede 
· Den Ham 
· Denekamp 
· Diepenheim 
· Diepenveen 
· Genemuiden 
· Goor 
· Gramsbergen 
· Hasselt 
· Heino 
· Holten 
· IJsselham 
· IJsselmuiden 
· Markelo 
· Nieuwleusen 
· Noordoostpolder 
· Olst 
· Ootmarsum 
· Rijssen 
· Stad Delden 
· Steenwijk 
· Steenwijkerwold 
· Urk 
· Vollenhove 
· Vriezenveen 
· Wanneperveen 
· Weerselo
· Wijhe 
· Zwartsluis 
· Zwollerkerspel